# Conirostrum tamarugense
Figuinha-do-tamarugal ou figuinha-dos-tamarugais (Conirostrum tamarugense) é uma espécie de ave da família Fringillidae.
Pode ser encontrada nos seguintes países: Chile e Peru.
Os seus habitats naturais são: regiões subtropicais ou tropicais húmidas de alta altitude, matagal árido tropical ou subtropical, matagal tropical ou subtropical de alta altitude e plantações .
Está ameaçada por perda de habitat.